# ホンダ・ZC型エンジン
ZC型エンジン（ZCがたエンジン）は、本田技研工業で製造されていた1.6Lの直列4気筒ガソリンエンジンである。

## 機構

### DOHC
ホンダ・S800の生産終了から14年ぶりに復活したDOHCエンジンで、動弁系以外の基本構造はEV型およびEW型のものが踏襲された。ボアストローク比はDOHCエンジンとしては異例のロングストローク型で、軽量コンパクトながら中・低速域のトルクも高く、同機種を搭載したシビックなどがモータースポーツ（JTC、N1耐久など）で活躍した。
軽量のアルミ製シリンダーブロックが採用された本体は、吸・排気バルブがそれぞれ2個ずつ設けられ、タイミングベルトで駆動されるカムシャフトにより内側支点のスイングアームを介し開閉される。点火プラグが燃焼室の天井中央部に取付けられている。
PGM-FI仕様が基本的なモデルであるが、一部車種にシングルキャブレター仕様も存在する。PGM-FI仕様はインテークマニホールドの各気筒のポートにインジェクターが取付けられたマルチポイント式で、インテークマニホールドに可変吸気装置が装備されているものもある。ES型と同様CVCCが採用されておらず、三元触媒が採用されたほか、キャブレター仕様では排気2次エアー供給システムも装備されている。

### SOHC
大半はD16A型と同一構造であり、吸・排気バルブはそれぞれ2個ずつでアルミ製ロッカーアームで開閉される。DOHC機種と同様に燃焼室の天井中央部へ点火プラグが備え付けられているが、カムシャフトを避ける目的で上側を吸気バルブ側に傾けている。
こちらもPGM-FI仕様とCVデュアルキャブ仕様があり、キャブレターには空燃比をより精密に制御するための2次エアが導入されている（PGM-CARB.：電子制御キャブレター）。

### SOHC VTEC
高出力と実用性を両立するため可変バルブタイミング・リフト機構が装備されている。吸気側カムシャフトにのみハイ/ロー2種類のカム駒を設け、そこに接するロッカーアームを切り替え、吸排気バルブの開閉タイミング（バルブタイミング）とリフト量を変化させていた。

## 歴史
- 1984年10月24日発表のシビックSiおよびバラードスポーツ CR-X Siに初採用。スイングアーム方式のDOHCモデルが搭載される。
- 1985年2月19日発表のクイントインテグラにDOHC シングルキャブ仕様が搭載。
- 1987年9月9日発表の4代目シビック（セダン・シビックシャトル）に、SOHC（PGM-FI仕様/CVデュアルキャブ仕様）が搭載。
- 1992年10月30日発表のドマーニにSOHC VTEC仕様が搭載（翌秋に発表されたいすゞ自動車のジェミニを含む）。
- 2001年7月2日に発表された4代目インテグラへのモデルチェンジによって、ZC型エンジンは幕を閉じた。

## バリエーション

### DOHC
PGM-FI
- 弁機構：DOHC ベルト駆動 吸気2 排気2
- 排気量：1,590cc
- 内径×行程：75.0mm×90.0mm
- 燃料供給装置形式：電子制御燃料噴射式（PGM-FI）
- 参考スペック（EG5 シビック）
  - 最高出力：96kW(130PS)/6,800rpm
  - 最大トルク：144N·m(14.7kgf·m)/5,700rpm

シングルキャブレター
- 弁機構：DOHC ベルト駆動 吸気2 排気2
- 排気量：1,590cc
- 内径×行程：75.0mm×90.0mm
- 燃料供給装置形式：キャブレター
- 参考スペック（AV クイントインテグラ）
  - 最高出力：74kW(100PS)/6,500rpm
  - 最大トルク：126N·m(12.8kgf·m)/4,000rpm

### SOHC
PGM-FI
- 弁機構：SOHC ベルト駆動 吸気2 排気2
- 排気量：1,590cc
- 内径×行程：75.0mm×90.0mm
- 燃料供給装置形式：電子制御燃料噴射式（PGM-FI）
- 参考スペック（MA6 ドマーニ）
  - 最高出力：88kW(120PS)/6,300rpm
  - 最大トルク：142N·m(14.5kgf·m)/3,000rpm

デュアルキャブレター
- 弁機構：SOHC ベルト駆動 吸気2 排気2
- 排気量：1,590cc
- 内径×行程：75.0mm×90.0mm
- 燃料供給装置形式：キャブレター（CVデュアルキャブレター）
- 参考スペック（MA2 コンチェルト）
  - 最高出力：77kW(105PS)/6,300rpm
  - 最大トルク：135N·m(13.8kgf·m)/4,500rpm

SOHC VTEC
- 弁機構：SOHC VTEC ベルト駆動 吸気2 排気2
- 排気量：1,590cc
- 内径×行程：75.0mm×90.0mm
- 燃料供給装置形式：電子制御燃料噴射式（PGM-FI）
- 参考スペック（MA4ドマーニ）
  - 最高出力：96kW(130PS)/6,600rpm
  - 最大トルク：145N·m(14.8kgf·m)/5,200rpm

## 搭載車種
DOHC
PGM-FI仕様
- シビック（AT/EF3/EG5）
- シビックセダン（AU/EF3/5）
- シビックフェリオ（EH1）
- バラードスポーツ CR-X（AS）
- CR-X（EF7）
- クイントインテグラ（AV/DA1）
- コンチェルト（MA2/3）

シングルキャブ仕様
- クイントインテグラ（AV/DA1）

SOHC
PGM-FI仕様
- シビックフェリオ（EG9/EH1）
- シビックシャトル（EF3/5）
- シビックセダン（EF3/5）
- インテグラ（DA5/7/DC1/DB6/9）
- コンチェルト（MA2/3）
- ドマーニ（MA4/6）
- いすゞ・ジェミニ（MJ2）

デュアルキャブ仕様
- シビックシャトル（EF5）
- インテグラ（DA7/DC1/DB6）
- コンチェルト（MA2/3）
- プレリュード（AB）

SOHC VTEC
- ドマーニ（MA4）
- シビックフェリオ（EJ3）
- いすゞ・ジェミニ（MJ1）